# Estate a Zerolandia
Estate a Zerolandia è un concerto di Renato Zero tenutosi a Bussoladomani in tutte le tappe (15 complessive) tra il 1º luglio e il 30 settembre del 1981.

## Le date
| #  | Giorno            | Città            | Luogo         |
| -- | ----------------- | ---------------- | ------------- |
| 1  | 1º luglio 1981    | Lido di Camaiore | Bussoladomani |
| 2  | 13 luglio 1981    | Lido di Camaiore | Bussoladomani |
| 3  | 21 luglio 1981    | Lido di Camaiore | Bussoladomani |
| 4  | 27 luglio 1981    | Lido di Camaiore | Bussoladomani |
| 5  | 1º agosto 1981    | Lido di Camaiore | Bussoladomani |
| 6  | 7 agosto 1981     | Lido di Camaiore | Bussoladomani |
| 7  | 14 agosto 1981    | Lido di Camaiore | Bussoladomani |
| 8  | 15 agosto 1981    | Lido di Camaiore | Bussoladomani |
| 9  | 21 agosto 1981    | Lido di Camaiore | Bussoladomani |
| 10 | 27 agosto 1981    | Lido di Camaiore | Bussoladomani |
| 11 | 5 settembre 1981  | Lido di Camaiore | Bussoladomani |
| 12 | 12 settembre 1981 | Lido di Camaiore | Bussoladomani |
| 13 | 19 settembre 1981 | Lido di Camaiore | Bussoladomani |
| 14 | 29 settembre 1981 | Lido di Camaiore | Bussoladomani |
| 15 | 30 settembre 1981 | Lido di Camaiore | Bussoladomani |

## La scaletta
- Ecco noi
- Io uguale io
- Regina
- Civiltà
- Chiedi di più
- Tragico samba
- Chi più chi meno
- Motel
- Sterili
- Guai
- Ed io ti seguirò
- I figli della topa
- Il Jolly
- Più Su